# Campylocentrum latifolium
Campylocentrum latifolium  é uma espécie de orquídea, família Orchidaceae, que supostamente existe no Brasil. Trata-se de planta epífita, monopodial, com caule alongado, cujas inflorescências brotam do nódulo do caule oposto à base da folha. As flores são minúsculas, brancas, de sépalas e pétalas livres, e nectário parte de trás do labelo. Pertence à secção de espécies de Campylocentrum com folhas planas e ovário pubescente ou verrucoso, com nectário longo.

## Publicação e histórico
- Campylocentrum latifolium Cogn. in C.F.P.von Martius & auct. suc. (eds.), Fl. Bras. 3(6): 509 (1906)

Cogniaux publicou esta espécie em 1906 sobre exemplar encontrado por Langsdorff em local não informado. Compara esta espécie ao Campylocentrum robustum pois ambos apresentam folhas planas espessas, com ápice formado por dois lóbulos desiguais, inflorescências muito mais curtas que as flores; labelo inteiro e regularmente oblongo, e sépalas laterais mais curtas que os respectivos nectários; e estabelece as diferenças no formato das folhas mais compridas e estreitas, nectário ascendente, labelo liso, e todas as sépalas de mesmo comprimento no C. robustum; e folhas mais largas e curtas, nectário bastante curvo e descendente, labelo parcialmente pubescente e sépalas laterais mais curtas no C. latifolium. Pabst não encontrou um exemplar para ilustrar em sua revisão. Apesar de validamente descrita, a real identidade desta espécie não está bem esclarecida. Não há registros de coletas posteriores à planta da descrição original. Pode ser o nome correto de alguma das que foram descritas mais recentemente.